# Campo de Águila
Campo de Águila är en ort i Mexiko.   Den ligger i kommunen Acayucan och delstaten Veracruz, i den sydöstra delen av landet, 500 km öster om huvudstaden Mexico City. Campo de Águila ligger 185 meter över havet och antalet invånare är 1 042.
Terrängen runt Campo de Águila är lite kuperad. Runt Campo de Águila är det ganska tätbefolkat, med 72 invånare per kvadratkilometer. Närmaste större samhälle är Acayucan, 15,1 km sydost om Campo de Águila. Omgivningarna runt Campo de Águila är en mosaik av jordbruksmark och naturlig växtlighet.